# Svetozar Ilešič

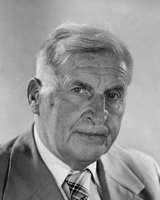
Svetozar Ilešič

Svetozar Ilešič (* 8. Juni 1907 in Ljubljana, Österreichisch-Ungarische Monarchie; † 4. Februar 1985 in Ljubljana, Slowenien) war ein jugoslawischer und slowenischer Geograph und Professor an der Universität Ljubljana.

## Biografie
Svetozar Ilešič studierte bis 1930 Geographie und Geschichte an der Philosophischen Fakultät der Universität Ljubljana und wurde dort 1933 promoviert. Danach wurde er wissenschaftlicher Assistent von Anton Melik und setzte seine Studien 1936/37 in Frankreich fort. 1940 wurde Ilešič Assistenzprofessor, 1947 außerordentlicher Professor und 1950 ordentlicher Professor an der Universität Ljubljana. Bis 1963 leitete er die Geographieabteilung der Philosophischen Fakultät in Ljubljana für Melik, von 1967 bis 1981 auch das Geographische Institut der Slowenischen Akademie der Wissenschaften und Künste.
Schwerpunkte seiner wissenschaftlichen Forschung waren unter anderem die Sozialgeographie und Naturgeographie Sloweniens und Jugoslawiens sowie Theorie, Methodik und Didaktik der modernen Geographiewissenschaft.

## Ehrungen (Auswahl)
Für seine wissenschaftliche Tätigkeit wurde er unter anderem 1952 mit dem Prešeren-Preis, 1977 mit dem Kidrič-Preis und 1979 mit dem AVNOJ-Preis ausgezeichnet.
1982 wurde er zum Ehrendoktor der Universität Maribor ernannt.

## Veröffentlichungen (Auswahl)
- Svetozar Ilešič. Sistemi poljske razdelitve na Slovenskem. Ljubljana 1950[6]
- Svetozar Ilešič. Die Flurformen Sloweniens im Lichte der europäischen Flurforschung. M. Lassleben 1959 (deutsch)[7]